# Pióronogowate
Pióronogowate (Platycnemididae) – rodzina owadów z rzędu ważek.

## Morfologia
Przedstawiciele rodziny nie mają kolców na osłonce liguli genitalnej, ich głowy często są rozszerzone bocznie, a golenie wyposażone w długie kolce.

## Systematyka
W 1957 roku rodzina została przez Frasera podzielona na podrodziny Platycnemidinae i Calicnemiinae, na podstawie braku lub obecności rozszerzonych goleni. W 2014 Dijkstra i współpracownicy zrewidowali na podstawie analiz molekularnych podział systematyczny pióronogowatych, włączając doń także Disparoneuridae. W nowym ujęciu rodzina ta dzieli się na 6 podrodzin:
- Allocnemidinae
- Calicnemiinae
- Disparoneurinae
- Idiocnemidinae
- Onychargiinae
- Platycnemidinae

W sumie należy tu ponad 480 gatunków, sklasyfikowanych w 42 rodzajach:

- Allocnemis
- Arabicnemis – jedynym przedstawicielem jest Arabicnemis caerulea
- Arabineura – jedynym przedstawicielem jest Arabineura khalidi
- Archboldargia
- Arrhenocnemis
- Asthenocnemis
- Caconeura
- Calicnemia
- Coeliccia
- Copera
- Cyanocnemis – jedynym przedstawicielem jest Cyanocnemis aureofrons
- Disparoneura
- Elattoneura
- Esme
- Hylaeargia
- Idiocnemis
- Igneocnemis
- Indocnemis
- Lieftinckia
- Lochmaeocnemis – jedynym przedstawicielem jest Lochmaeocnemis malacodora
- Macrocnemis – jedynym przedstawicielem jest Macrocnemis gracilis
- Matticnemis – jedynym przedstawicielem jest Matticnemis doi
- Melanoneura
- Mesocnemis
- Metacnemis – jedynym przedstawicielem jest Metacnemis valida
- Nososticta
- Onychargia
- Palaiargia
- Papuargia
- Paracnemis
- Paramecocnemis
- Phylloneura
- Platycnemis
- Prodasineura
- Proplatycnemis
- Pseudocopera
- Rhyacocnemis
- Risiocnemis
- Salomocnemis – jedynym przedstawicielem jest Salomocnemis gerdae
- Spesbona – jedynym przedstawicielem jest Spesbona angusta
- Stenocnemis – jedynym przedstawicielem jest Stenocnemis pachystigma
- Torrenticnemis – jedynym przedstawicielem jest Torrenticnemis filicornis

## Występowanie
Występują w tropikalnej i subtropikalnej strefie Afryki, Indo-Pacyfiku, w południowo-wschodniej Azji oraz w Europie. W odonatofaunie Polski rodzina reprezentowana jest przez jeden gatunek:
- pióronóg zwykły (Platycnemis pennipes)